# Bonawentura Menzel
Bonawentura Menzel (niem. Bonaventura Menzel; ur. 19 września 1780 w Supíkovicach, zm. 12 marca 1869 w Prudniku) – ostatni śląski kapucyn, Honorowy Obywatel Prudnika.

## Życiorys

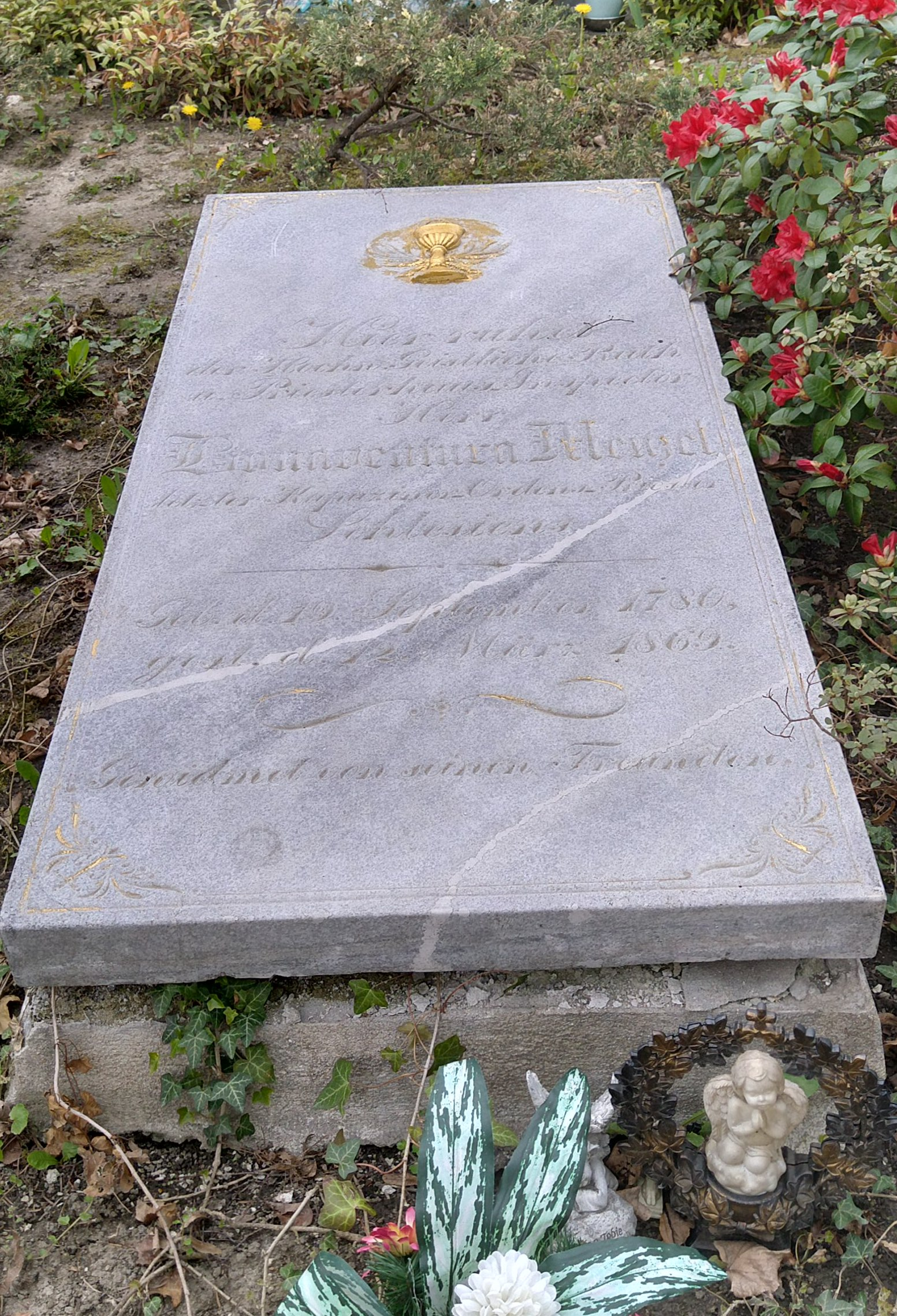
Grób Bonawentury Menzla

Urodził się 19 września 1780 w Supíkovicach koło Jesionika jako syn nauczyciela szkoły elementarnej Józefa Menzla i Marii Hofmann.
Wstąpił do zakonu kapucynów w 1803. Był m.in. wikarym w Bielawie, a następnie proboszczem w Jaźwinie koło Dzierżoniowa. Od 1837 do 1861 był inspektorem zakładu karno-poprawczego dla księży w byłym sanktuarium Matki Bożej Bolesnej na szczycie Kaplicznej Góry w Prudniku. W okresie jego zarządzania placówką, utworzono cmentarz dla mieszkańców zakładu (1843), wyłożono posadzkę kaplicy marmurem, a także obsadzono teren setką drzew owocowych.
W 1845 otrzymał od burmistrza Prudnika tytuł honorowego obywatela miasta, a od prudnickiego starosty insygnia Orderu Orła Czerwonego IV klasy. Rok później biskup książęcy Heinrich mianował go radcą duchownym. 17 grudnia 1866 Menzel odprawił pierwszą sumę w kościele św. Józefa w Prudniku-Lesie. Zmarł 12 marca 1869 w klasztorze kapucynów w Prudniku. Został pochowany w grobowcu prudnickich księży pod głównym krzyżem na cmentarzu komunalnym w Prudniku.